# Sebaa Chioukh
Sebaa Chioukh (anciennement appelée Mediouna) est une commune de la wilaya de Tlemcen en Algérie.

## Géographie

### Situation
Le territoire de la commune de Sebaa Chioukh est situé au nord de la wilaya de Tlemcen. Son chef-lieu est situé à environ 30 km à vol d'oiseau au nord de Tlemcen.
|        | Aïn Tolba (Wilaya d'Aïn Témouchent) |           |
| Remchi | Sebaa Chioukh                       | El Fehoul |
|        | Aïn Youcef                          |           |

### Localités de la commune
En 1984, la commune de Sebaa Chioukh est constituée à partir des localités suivantes :
- Sebaa Chioukh
- Boulefred
- Zones éparses